# Maryland, My Maryland

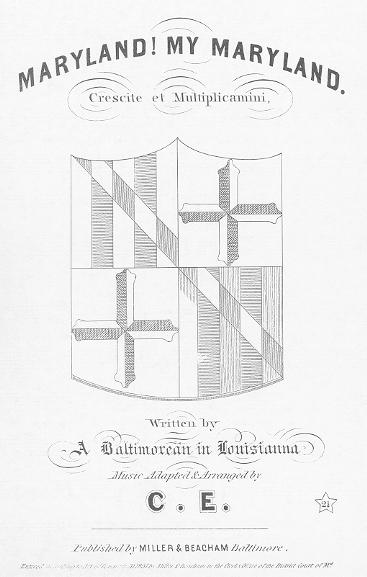
Carátula de la canción.

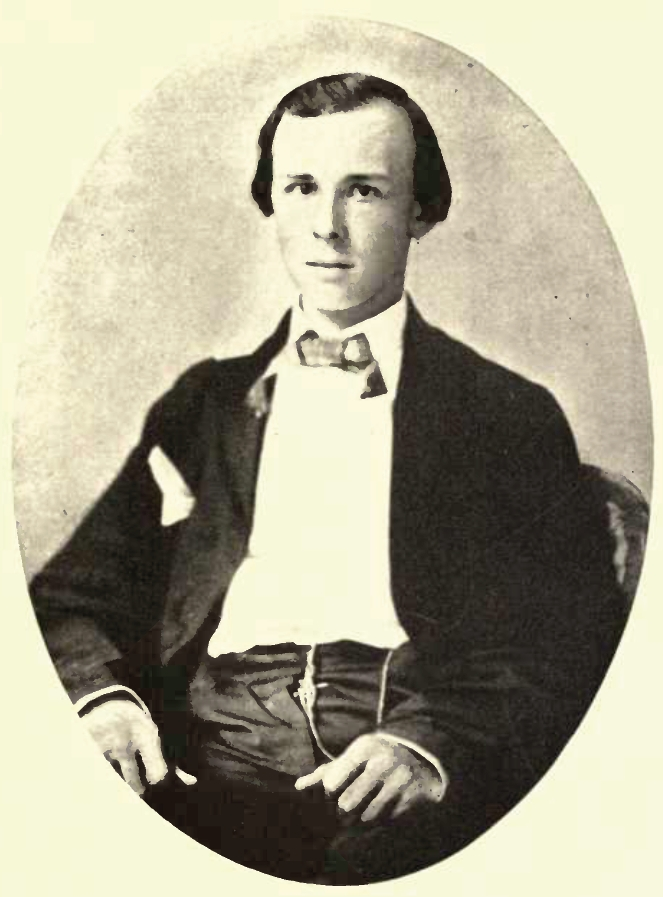
James Ryder Randall en 1861, el año que escribió "Maryland, My Maryland".

"Maryland, My Maryland" fue la canción oficial del estado de Estados Unidos de Maryland entre 1939 y 2021. La canción está ambientada en la melodía de "Lauriger Horatius" —la misma melodía que "O Tannenbaum"—. La letra es un poema de nueve estrofas escritas por James Ryder Randall (1839-1908) en 1861. La asamblea general del estado adoptó "Maryland, My Maryland" como canción del estado el 29 de abril de 1939.
La letra de la canción se refiere a la historia y geografía de Maryland y específicamente menciona varias figuras históricas de importancia del estado. Escrita al inicio de la guerra civil americana, fue usada a lo largo de la Confederación como himno de batalla. Se ha referido como el "poema más marcial" de Estados Unidos.
Debido a su origen en la reacción a los disturbios de Baltimore de 1861 y al apoyo de Randall por los Estados Confederados, incluye versos que se refieren al Presidente Abraham Lincoln como "el tirano", "el déspota", y "el vándalo", y a la Unión como "escoria del Norte". También menciona a Virginia como aliada e incluye el lema oficial del estado "Sic semper tyrannis". El eslogan fue posteriormente gritado por el marilandés John Wilkes Booth cuando asesinó a Lincoln. Después de más de diez intentos de cambiar la canción de estado, durante más de 40 años, el 22 de marzo de 2021 ambas cámaras de la Asamblea General votaron por sustanciales márgenes abandonar "Maryland, My Maryland" como la canción del estado sin ningún himno de substitución. El 18 de mayo de 2021 el Gobernador Larry Hogan firmó el proyecto de ley.

## Texto
| Original en inglés | Traducción al español |
| I The despot's heel is on thy shore, Maryland! His torch is at thy temple door, Maryland! Avenge the patriotic gore That flecked the streets of Baltimore, And be the battle queen of yore, Maryland! My Maryland! II Hark to an exiled son's appeal, Maryland! My mother State! to thee I kneel, Maryland! For life and death, for woe and weal, Thy peerless chivalry reveal, And gird thy beauteous limbs with steel, Maryland! My Maryland! III Thou wilt not cower in the dust, Maryland! Thy beaming sword shall never rust, Maryland! Remember Carroll's sacred trust, Remember Howard's warlike thrust,— And all thy slumberers with the just, Maryland! My Maryland! IV Come! 'tis the red dawn of the day, Maryland! Come with thy panoplied array, Maryland! With Ringgold's spirit for the fray, With Watson's blood at Monterey, With fearless Lowe and dashing May, Maryland! My Maryland! V Come! for thy shield is bright and strong, Maryland! Come! for thy dalliance does thee wrong, Maryland! Come to thine own anointed throng, Stalking with Liberty along, And sing thy dauntless slogan song, Maryland! My Maryland! VI Dear Mother! burst the tyrant's chain, Maryland! Virginia should not call in vain, Maryland! She meets her sisters on the plain— Sic semper! 'tis the proud refrain That baffles minions back amain, Maryland! My Maryland! VII I see the blush upon thy cheek, Maryland! For thou wast ever bravely meek, Maryland! But lo! there surges forth a shriek, From hill to hill, from creek to creek— Potomac calls to Chesapeake, Maryland! My Maryland! VIII Thou wilt not yield the Vandal toll, Maryland! Thou wilt not crook to his control, Maryland! Better the fire upon thee roll, Better the blade, the shot, the bowl, Than crucifixion of the soul, Maryland! My Maryland! IX I hear the distant thunder-hum, Maryland! The Old Line's bugle, fife, and drum, Maryland! She is not dead, nor deaf, nor dumb— Huzza! she spurns the Northern scum! She breathes! she burns! she'll come! she'll come! Maryland! My Maryland! | I El talón del déspota se halla en tu orilla, Maryland! Su antorcha se halla en la puerta de tu templo, Maryland! Venga la matanza patriótica Que salpicó las calles de Baltimore, Y sé la reina de la batalla de antaño, Maryland! Mi Maryland! II Escucha la llamada de un hijo exiliado, Maryland! Mi madre Estado! ante ti me arrodillo, Maryland! Por la vida y muerte, por la aflicción y la riqueza, Revela tu caballerosidad sin par, Y ciñe tus hermosos miembros con acero, Maryland! Mi Maryland! III No te encogerás en el polvo, Maryland! El brillo de tu espada nunca se oxidará, Maryland! Recuerda el juramento sagrado de Carroll, Recuerda el impulso belicoso de Howard,— Y todos los tuyos que descansan con los justos, Maryland! Mi Maryland! IV ¡Ven! es el amanecer rojo del día, Maryland! Ven con tu panoplia en formación, Maryland! Con el espíritu de Ringgold para la refriega, Con las sangre de Watson en Monterrey, Con el intrépido Lowe y el audaz May, Maryland! Mi Maryland! V ¡Ven! porqué tu escudo es brillante y fuerte, Maryland! ¡Ven! porqué el coqueteo te hace mal, Maryland! Ven hacia tu propia multitud ungida, Acechando con Libertad, Y canta tu intrépido eslogan de la canción, Maryland! Mi Maryland! VI ¡Querida Madre! rompe la cadena del tirano, Maryland! Virginia no debería llamar en vano, Maryland! Se encuentra con sus hermanas en la llanura— Sic semper! es el orgulloso refrán Que frustra de nuevo a los esbirros, Maryland! Mi Maryland! VII Veo el rubor en tu mejilla, Maryland! Porque siempre fuiste valientemente dócil, Maryland! ¡Pero mira! surge un alarido, De colina a colina, de arroyo a arroyo— Potomac llama a Chesapeake, Maryland! Mi Maryland! VIII No cederás a la pandilla de vándalos, Maryland! No te inclinarás a su control, Maryland! Mejor el fuego que el rodillo sobre ti, Mejor la espada, el disparo, el bol, Que la crucifixión del alma, Maryland! Mi Maryland! IX Oigo el lejano zumbido del trueno, Maryland! La corneta, el pífano y el tambor de La Vieja Línea, Maryland! No está muerta, ni sorda, ni muda— Huzza! ¡desprecia la escoria del Norte! ¡Ella respira! ¡ella quema! ¡ella vendrá! ¡ella vendrá! Maryland! Mi Maryland! |

## Otros usos de la melodía
Las canciones "Michigan, My Michigan", "Florida, My Florida", y "The Song of Iowa" se ajustan a la misma melodía de "Maryland, My Maryland". El College of the Holy Cross y la Universidad de San Buenaventura ambas usan la melodía en sus respectivas alma maters.
La canción socialista "La Bandera Roja" históricamente ha sido cantada con la misma melodía.